# 利夸拉省
利夸拉省（法語：Likouala），是剛果共和國北部的一個省份，首府因普丰多，該區北臨中非共和國、東鄰剛果民主共和國、西南面是盆地省、西接桑加省和加蓬共和國，面積66,044平方公里，佔全國的19.3%，為剛果共和國最大的省份。利夸拉省下分3縣，2007年人口120,000。
1. ↑  . hdi.globaldatalab.org.   [2018-09-13]. （原始内容存档于2018-07-22） （英语）.